# Zöld csillag / Szólíts meg vándor
A Zöld csillag / Szólíts meg vándor a Taurus Ex-T 25 75 82 együttes első kislemeze.

## Története
A Taurus volt a Locomotiv GT után a második szupergroup Magyarországon. Az együttest Som Lajos és Balázs Fecó alapították 1972 elején. A Taurusban mindegyik tag szakmailag elismert személyiség volt, akik komoly stúdiótapasztalattal rendelkeztek. Som Lajos (basszusgitár) és  Balázs Ferenc (orgona, ének) a Neoton együttesből vált ki (velük készült a Neoton első lemeze: a Bolond város), Brunner Győző (dob) a Metróból igazolt át (ott két stúdiólemezen: a Metrót és az Egy este a Metro Klubban… működött közre). Radics Béla (gitár, ének) volt az igazi "sztár" az együttesben, neki bár nem volt annyi stúdiótapasztalata (Atlantis-kislemezek, Pannónia-kislemez), mint a többieknek, mégis nagy hírnévre tett szert a Sakk-Matt együttes, valamint a Tűzkerék formációkban.
A Taurus együttes zenéje a kortárs együtteseihez képest kemény volt. Ők játszottak először Magyarországon hard rock-ot. 1972. május 1-jén volt a hivatalos bemutatkozó koncertjük a Budai Ifjúsági Parkban, amelyről koncertfelvétel is készült. A koncert sikeres volt olyannyira, hogy május végén, június elején megjelent a Taurus első kislemeze, melyen a Zöld csillag és a Szólíts meg vándor című szerzemények hallhatóak. A Zöld csillag rockhimnusszá nőtte ki magát és hihetetlenül sok feldolgozást készült belőle. Különböző együttesek és énekesek (pl.: Deák Bill Gyula) mind a mai napig játsszák, már csak Radics emléke miatt is. A dal zenéjét Radics Béla szerezte, azonban érdekessége, hogy a Zöld csillag azon kevesek egyike volt, amelynek dalszövegét nem Horváth Attila, hanem Brunner Győző írta. A kislemez címkéjére így is van feltüntetve. A másik oldalon lévő Szólíts meg vándor egy tipikus, klasszikus Taurus-dal, amely bár nagy sikereket ért el, de eltörpült a Zöld csillag sikere mellett. Később Balázs Fecó újradolgozta a Korál együttessel.
A kislemez eredetileg sztereó volt, amely saját borítóval jelent meg. A fehér színű borítóra, kék betűkkel (kör alakban) írták rá az együttes nevét: "Taurus Ex-T 25-75-82". (A számsor Brunner Győző akkori telefonszáma volt.) Később miután elfogyott a saját borító, jöttek az egységes Pepita-tasakok, de még így is kevés példányszámot ért el. Nem sokkal a kislemez megjelenése után Som helyét Sztevanovity Zorán (basszusgitár, ének) vette át.
1983-ban Radics Béla halálának emlékére a Krém újra megjelentette a Zöld csillag/Szólíts meg vándor című kislemezt, mivel ez volt az egyetlen hivatalos adathordozó, melyen Béla szerzeménye hallható. Ez az 1972-ben megjelent kislemez korszerűsített változata, amely szintén saját borítóval jelent meg. A felvételek azonban hangzásilag eltérnek az eredetitől. Ebből a változatból is kevés példányszámot adtak ki, így mind a két kislemez változat ritkaságnak számít a Taurus-rajongók és a bakelitlemez-gyűjtők körében.

## Dalok
- A: Zöld csillag (Radics Béla – Brunner Győző) – 3’40
- B: Szólíts meg vándor (Balázs Ferenc – Horváth Attila) – 4’00

## Külső hivatkozások
- A Taurus első kislemezének elemzése